# Nagy-Csákány
A Nagy-Csákány egy magaslat Komárom-Esztergom vármegye területén, a Vértes hegységben, csúcsa ez utóbbinak a legmagasabb pontja. Közigazgatásilag Szárliget területén helyezkedik el. Környezetéből nem emelkedik ki feltűnően, mivel nyugati és déli irányból is több olyan magaslat övezi, amelyek csak néhány tíz méterrel alacsonyabbak nála, mint például az északnyugatra található Mészáros-hegy (435 m), a délnyugati irányban magasodó Körtvélyes (480 m) és a mellette emelkedő Nagy-Szállás-hegy (474 m).

## Megközelítése
A Nagy-Csákány csúcsát jobbára elkerülik a jelzett turistautak, de a csúcs viszonylag rövid úton elérhető az 1-es számú főút csákányospusztai pihenője felől, jelzetlen túrautakon.

## Külső hivatkozások
- Kilátás a Nagy-Csákányról. YouTube, 2009. december 31. Hozzáférés: 2016. augusztus 27.
- A Nagy-Csákány és környéke térképe Archiválva 2016. augusztus 17-i dátummal a Wayback Machine-ben